# Michala Petri
Michala Petri (ur. 7 lipca 1958 w Kopenhadze) – duńska flecistka.

## Życiorys
Naukę gry na flecie rozpoczęła w wieku 3 lat, mając 5 lat debiutowała na falach duńskiego radia. W 1969 roku w Tivoli Koncertsal w Kopenhadze dała swój pierwszy koncert. W latach 1969–1976 studiowała u Ferdinanda Conrada w Hochschule für Musik, Theater und Medien w Hanowerze. Koncertowała w Europie, Ameryce Północnej, Izraelu, Australii i na Dalekim Wschodzie. Występowała w trio ze swoją matką Hanne, grającą na klawesynie, i bratem Davidem, grającym na wiolonczeli. Grała także w duecie z gitarzystami: Göranem Söllscherem, Kazuhito Yamashitą, Manuelem Barrueco oraz swoim mężem, Larsem Hannibalem. Występowała jako solistka i kameralistka, pod batutą takich dyrygentów jak Neville Marriner, Christopher Hogwood i Claudio Abbado.
W jej repertuarze znajdują się zarówno utwory barokowe, jak i muzyka współczesna. Dokonała prawykonań licznych utworów napisanych specjalnie dla niej przez kompozytorów zachwyconych jej wirtuozerią. Dokonała licznych nagrań płytowych dla wytwórni RCA i Philips, w 1997 roku otrzymała Deutscher Schallplattenpreis za nagranie koncertów Antonia Vivaldiego. Odznaczona krzyżem kawalerskim Orderu Danebroga (1995). W 2000 roku otrzymała Nagrodę Fundacji Muzycznej Léonie Sonning.